# Nova Paradiso FM
Nova Paradiso FM é uma emissora de rádio brasileira com sede no Rio de Janeiro, capital do estado homônimo. Opera no dial FM, na frequência 89,5 MHz, e é uma emissora de propriedade do Grupo Thathi de Comunicação.

## História
A rádio Manchete FM do Rio de Janeiro, que operava em 89,3 MHz, e suas quatro emissoras de rede foram adquiridas pelo empresário Orestes Quércia, dono das Organizações Sol Panamby em setembro de 1999 por oito milhões de dólares. A emissora carioca, assim como as demais da mesma rede, estavam arrendadas para a Igreja Renascer em Cristo e transmitiam a programação da Manchete Gospel FM desde 1998. O novo projeto foi implantado em 1.º de junho de 2000, chamado NovaBrasil FM, uma rede de rádios com programação musical destinada à MPB contemporânea. Inicialmente operando em São Paulo e Campinas, a NovaBrasil FM chegou ao dial carioca em 1.º de novembro de 2000.
Apesar do êxito da rede nas demais praças, a NovaBrasil FM Rio não possuía departamento comercial ativo e só contava com apenas um horário local comandado pela locutora Gláucia Araújo. Em 1.º de outubro de 2002, a NovaBrasil FM deu lugar à Nossa Rádio, resultado do arrendamento da 89.3 MHz para o missionário R. R. Soares, juntamente com a 91.3 MHz de São Paulo (frequência do Grupo Bloch adquirida por Orestes Quércia, que manteve o arrendamento para a Renascer até então).
Com o fim do arrendamento da Nossa Rádio, a NovaBrasil FM retornou ao dial do Rio de Janeiro em 1.º de março de 2007, dia do aniversário de 442 anos da capital fluminense. Com bastante divulgação em seu relançamento, a emissora ganhou a concorrência da consolidada MPB FM. Sem o retorno desejado, a frequência foi novamente arrendada para a transmissão da Nossa Rádio em 2 de julho de 2008. Durante o tempo que a rádio foi chamada de Nossa Rádio, em certos horários, a programação era retransmitida na Rádio Relógio, que também é localizada na capital do Rio de Janeiro. Em 2010, a frequência voltou ao controle das Organizações Sol Panamby e continuou a ser arrendada, sendo assumida pela Rádio Globo em maio. Enquanto o Grupo Globo operava a frequência, a Agência Nacional de Telecomunicações (Anatel) determinou a troca de frequências de diversas emissoras do dial carioca, sendo que em fevereiro de 2011 a Globo passa a operar em 89,5 MHz. Em fevereiro de 2015, a Rádio Globo deixa a frequência e fica apenas em 98.1 FM, que assumiu em novembro de 2014 após a saída da Beat98. A 89.5 MHz passa a ser arrendada para o pastor Juanribe Pagliarin, que lança a filial da Feliz FM.
Após 3 anos operando em 89,5 MHz, a Comunidade Cristã Paz e Vida arrenda as emissoras de rádio do Grupo O Fluminense para transmitir a Feliz FM, provocando o fim da Rádio Fluminense e da Alpha FM Rio. Em 1.º de maio de 2018, a Feliz FM passa a ser transmitida em 94,9 MHz, com previsão de assumir oficialmente a frequência a partir do mês seguinte. Enquanto a Feliz FM fazia transmissão simultânea, o Grupo Solpanamby confirmou a reestreia da NovaBrasil FM como sua substituta. O relançamento ocorreu nas primeiras horas do dia 9 de junho de 2018.
Em outubro de 2020, é confirmada a venda da rede NovaBrasil FM e das demais empresas de comunicação do Grupo Solpanamby ao Grupo Thathi de Comunicação, do empresário Chaim Zaher, com base em Ribeirão Preto. A nova administração assume no mês seguinte.
Em 6 de março de 2025, é anunciada a fusão da filial carioca do Grupo Thathi com o Grupo Dial Brasil, o que marcaria a terceira saída da Novabrasil da cidade maravilhosa, dando lugar, a partir do dia 2 de abril, para a Nova Paradiso FM, retransmitindo boa parte da programação da Paradiso FM.